# Liste der Abgeordneten des Landtags des Herzogtums Anhalt 1890–1896
Diese Liste enthält die Abgeordneten des Landtags des Herzogtums Anhalt in der Wahlperiode 1890 bis 1896. Die Wahlperiode begann am 14. November 1890 und endete 1896.
| Amt                   | Abgeordneter      |
| --------------------- | ----------------- |
| Präsident             | Albert Lezius     |
| Erster Vizepräsident  | Erich von Krosigk |
| Zweiter Vizepräsident | Gustav Fitzau     |

| Kurie                                         | Wahlkreis     | Abgeordneter            | Beschreibung                                                          |
| --------------------------------------------- | ------------- | ----------------------- | --------------------------------------------------------------------- |
| Vom Herzog ernannt                            | 0             | Gustav Fitzau           | Hofkammerpräsident in Dessau                                          |
| Vom Herzog ernannt                            | 0             | August von Ziehlberg    | Domänenrat in Dessau                                                  |
| Meistbesteuerte Grundbesitzer                 | 0             | Robert Jänicke          | Gutsbesitzer, Amtsrat in Baasdorf                                     |
| Meistbesteuerte Grundbesitzer                 | 0             | Albert Kraaz            | Rittergutsbesitzer, Ökonomierat in Osmarsleben                        |
| Meistbesteuerte Grundbesitzer                 | 0             | Erich von Krosigk       | Rittergutsbesitzer, Schlosshauptmann und Kammerherr auf Rathmannsdorf |
| Meistbesteuerte Grundbesitzer                 | 0             | Adolf von Krosigk       | Rittergutsbesitzer, Kammerherr auf Hohenerxleben                      |
| Meistbesteuerte Grundbesitzer                 | 0             | Georg Nette             | Rittergutsbesitzer, Oberamtmann in Wörbzig                            |
| Meistbesteuerte Grundbesitzer                 | 0             | Thilo von Trotha        | Rittergutsbesitzer, Major a. D., Kammerherr auf Gänsefurth            |
| Meistbesteuerte Grundbesitzer                 | 0             | Adolf Türcke            | Rittergutsbesitzer in Frenz                                           |
| Meistbesteuerte Grundbesitzer                 | 0             | Karl Wagner             | Amtsrat in Warmsdorf                                                  |
| Meistbesteuerte Handels- und Gewerbetreibende | 0             | Theodor Brumme          | Geheimer Kommerzienrat in Bernburg                                    |
| Meistbesteuerte Handels- und Gewerbetreibende | 0             | Louis Wittig            | Kommerzienrat in Köthen                                               |
| Städte                                        | 1. Wahlkreis  | Hermann Deutschbein     | Kaufmann in Dessau                                                    |
| Städte                                        | 1. Wahlkreis  | Dr. jur. Friedrich Funk | Oberbürgermeister in Dessau                                           |
| Städte                                        | 1. Wahlkreis  | Adolf Rümelin           | Geheimer Regierungs- und Oberschulrat in Dessau                       |
| Städte                                        | 2. Wahlkreis  | Oswald Rönick           | Tabakfabrikant in Oranienbaum                                         |
| Städte                                        | 3. Wahlkreis  | Karl Irmer              | Stadtrat in Köthen                                                    |
| Städte                                        | 3. Wahlkreis  | Albert Lezius           | Geheimer Justizrat in Köthen                                          |
| Städte                                        | 4. Wahlkreis  | Otto Fiedler            | Rechtsanwalt und Notar in Bernburg                                    |
| Städte                                        | 4. Wahlkreis  | Georg Hering            | Schankwirt in Zerbst                                                  |
| Städte                                        | 5. Wahlkreis  | Emil Pötsch             | Bürgermeister in Roßlau                                               |
| Städte                                        | 6. Wahlkreis  | Max von Brunn           | Amtsgerichtsrat in Bernburg                                           |
| Städte                                        | 6. Wahlkreis  | Franz Pietscher         | Oberbürgermeister in Bernburg                                         |
| Städte                                        | 7. Wahlkreis  | Wilhelm Urfin           | Pfarrer in Güsten                                                     |
| Städte                                        | 8. Wahlkreis  | Karl Hampel             | Bürgermeister in Hoym                                                 |
| Städte                                        | 9. Wahlkreis  | Friedrich Rönnemann     | Bürgermeister in Gernrode                                             |
| Plattes Land                                  | 1. Wahlkreis  | Louis Meißner           | Ziegeleibesitzer in Jonitz                                            |
| Plattes Land                                  | 2. Wahlkreis  | Karl Fleischer          | Gutsbesitzer, Amtmann in Hinsdorf                                     |
| Plattes Land                                  | 3. Wahlkreis  | Franz Cramer            | Gutsbesitzer in Drosa                                                 |
| Plattes Land                                  | 4. Wahlkreis  | Paul Kaiser             | Gutsbesitzer in Kleinbadegast                                         |
| Plattes Land                                  | 5. Wahlkreis  | Martin Oehlmann         | Gutsbesitzer in Ratho                                                 |
| Plattes Land                                  | 6. Wahlkreis  | Wilhelm Schmidt         | Guts- und Fabrikbesitzer in Steutz                                    |
| Plattes Land                                  | 7. Wahlkreis  | Heinrich Schlüter       | Gutsbesitzer in Amesdorf                                              |
| Plattes Land                                  | 8. Wahlkreis  | Gottfried Schwente      | Gutsbesitzer, Amtmann in Wispitz                                      |
| Plattes Land                                  | 9. Wahlkreis  | Wilhelm Wendenburg      | Gutsbesitzer in Nieder                                                |
| Plattes Land                                  | 10. Wahlkreis | Andreas Drascher        | Gutsbesitzer in Radisleben                                            |